# Шевелёвское
Шевелёвское — деревня в Туринском городском округе Свердловской области России.

## Географическое положение
Шевелёвское расположено в 21 километре к юго-востоку от города Туринска (по дорогам в 25 километрах), на правом берегу реки  Туры.

## Преображенская церковь
В 1905 году была построена каменная однопрестольная церковь и в том же 1905 году была освящена в честь Преображения Господня. Преображенская церковь была закрыта в 1930 году, а после и вовсе снесена. 

## Население
| 2002 | 2010 |
| ---- | ---- |
| 6    | ↘0   |